# Табацкури (село)
Табацкури (груз. ტაბაწყური) — село в Грузии, на территории Боржомского муниципалитета края (мхаре) Самцхе-Джавахети.

## География
Село находится на юге центральной части Грузии, на северном берегу озера Табацкури, на расстоянии 27 километров (по прямой) к юго-востоку от города Боржоми, административного центра муниципалитета. Абсолютная высота — 2008 метров над уровнем моря.

## Население
По результатам официальной переписи населения 2014 года, в Табацкури проживало 560 человек (284 мужчины и 276 женщин). В национальной структуре населения армяне составляли 98,9 %, грузины — 0,7 %, греки — 0,4 %.
| Год  | Население, человек |
| ---- | ------------------ |
| 2002 | 723                |
| 2014 | ↘ 560              |